# Sheohar (distrikt)
Sheohar är ett distrikt i Indien.   Det ligger i delstaten Bihar, i den nordöstra delen av landet, 800 km öster om huvudstaden New Delhi. Antalet invånare är 656 246.
Följande samhällen finns i Sheohar:
- Sheohar